# Molophilus (Molophilus) trispinosus
Molophilus (Molophilus) trispinosus is een tweevleugelige uit de familie steltmuggen (Limoniidae). De soort komt voor in het Australaziatisch gebied.